# Rushford (Minnesota)
Rushford è una città degli Stati Uniti d'America, situata in Minnesota, nella contea di Fillmore.